# Seje 8. državnega zbora Republike Slovenije
Redne seje skliče predsednik državnega zbora na podlagi:
- sklepa državnega zbora,
- sklepa Kolegija predsednika ali
- predloga vlade.

Izredne seje skliče predsednik državnega zbora v 15 dneh na podlagi:
- zahteve četrtine poslancev ali
- zahteve predsednika republike.

Izredne seje mora predsednik državnega zbora sklicati tudi glede nujnih zadev na podlagi:
- zahteve vlade ali
- sklepa Kolegija predsednika,

če mora zbor:
- sprejeti zakon po nujnem postopku,
- sprejeti odločitev o nujni zadevi,
- sprejeti odločitev v zvezi z mandati poslancev, imuniteto, volitvami ali imenovanji ali
- sprejeti odločitev na podlagi 92. člena Ustave Republike Slovenije.

Seznam sej 8. državnega zbora Republike Slovenije:

## Redne seje
Državni zbor na rednih sejah zaseda praviloma 3. teden v mesecu in trajajo 1 teden.

### 1. redna seja - 22. junij 2018, 11:00
| Sklical:      | Predsednik republike Borut Pahor (Na podladi 3. odstavka 81. člena Ustave)              |
| Predsedujoči: | Peter Jožef Česnik (SAB) pred izvedbo volitev Predsednik Matej Tonin (NSi) po izvolitvi |
| Dokumenti:    |                                                                                         |

Nagovor predsednika republike Boruta Pahorja in predsednika 7. državnega zbora Milana Brgleza.
Matej Tonin (NSi) je bil izvoljen za predsednika državnega zbora z 80 izmed 90 glasov. Imenovana je bila Mandatno-volilna komisija. Jože Tanko (SDS) je bil izvoljen za predsednika, Tina Heferle (LMŠ) pa za podpredsednico. Seja je bila prekinjena, da se je sestala Komisija in odločala o potrditvi mandatov poslancev. Po seji Komisije se je nadaljevala s potrditvijo mandatov in izvolitvijo predsednika.
Volitve predsednika'
| Kandidat    | Glasovi | Za | Proti | Neveljavni |
| ----------- | ------- | -- | ----- | ---------- |
| Matej Tonin | 89      | 80 | 9     | 1          |

## Izredne seje

### 1. izredna seja - 3. julij 2018, 12:00
| Sklical:       | Predsednik Matej Tonin (NSi) (Na podlagi 2. odstavka 58. člena in 2. odstavka 60. člena Poslovnika Državnega zbora) |
| Seja Kolegija: | 1. redna seja Kolegija - 29. junij 2018 -                                                                           |
| Predsedujoči:  | Predsednik Matej Tonin (NSi)                                                                                        |
| Dokumenti:     | |

Oblikovanje Odbora za zunanjo politiko, Odbora za zadeve EU in Skupnega odbora.

### 2. izredna seja - 10. julij 2018, 12:00
| Sklical:       | Predsednik Matej Tonin (NSi) (Na podlagi 2. odstavka 58. člena in 2. odstavka 60. člena Poslovnika Državnega zbora) |
| Seja Kolegija: | 2. redna seja Kolegija - 6. julij 2018 -                                                                            |
| Predsedujoči:  | Predsednik Matej Tonin (NSi)                                                                                        |
| Dokumenti:     | |

### 3. izredna seja - 19. julij 2018, 12:00
| Sklical:       | Predsednik Matej Tonin (NSi) (Na podlagi 2. odstavka 58. člena in 2. odstavka 60. člena Poslovnika Državnega zbora) |
| Seja Kolegija: | 3. redna seja Kolegija - 17. julij 2018 -                                                                           |
| Predsedujoči:  | Predsednik Matej Tonin (NSi)                                                                                        |
| Dokumenti:     | |

## Druge seje

### Slavnostna seja - 24. junij 2018, 19:00
Seja ob dnevu državnosti. Nagovor predsednika Državnega zbora Mateja Tonina
Seje so se udeležili predsednik republike Borut Pahor, predsednik Državnega sveta Alojz Kovšca, predsednica Ustavnega sodišča Jadranka Sovdat, predsednik Vrhovnega sodišča Damijan Florjančič, nekdanji predsednik republike Milan Kučan, varuhinja človekovih pravic Vlasta Nussdorfer in drugi.